# Druon Antigoon

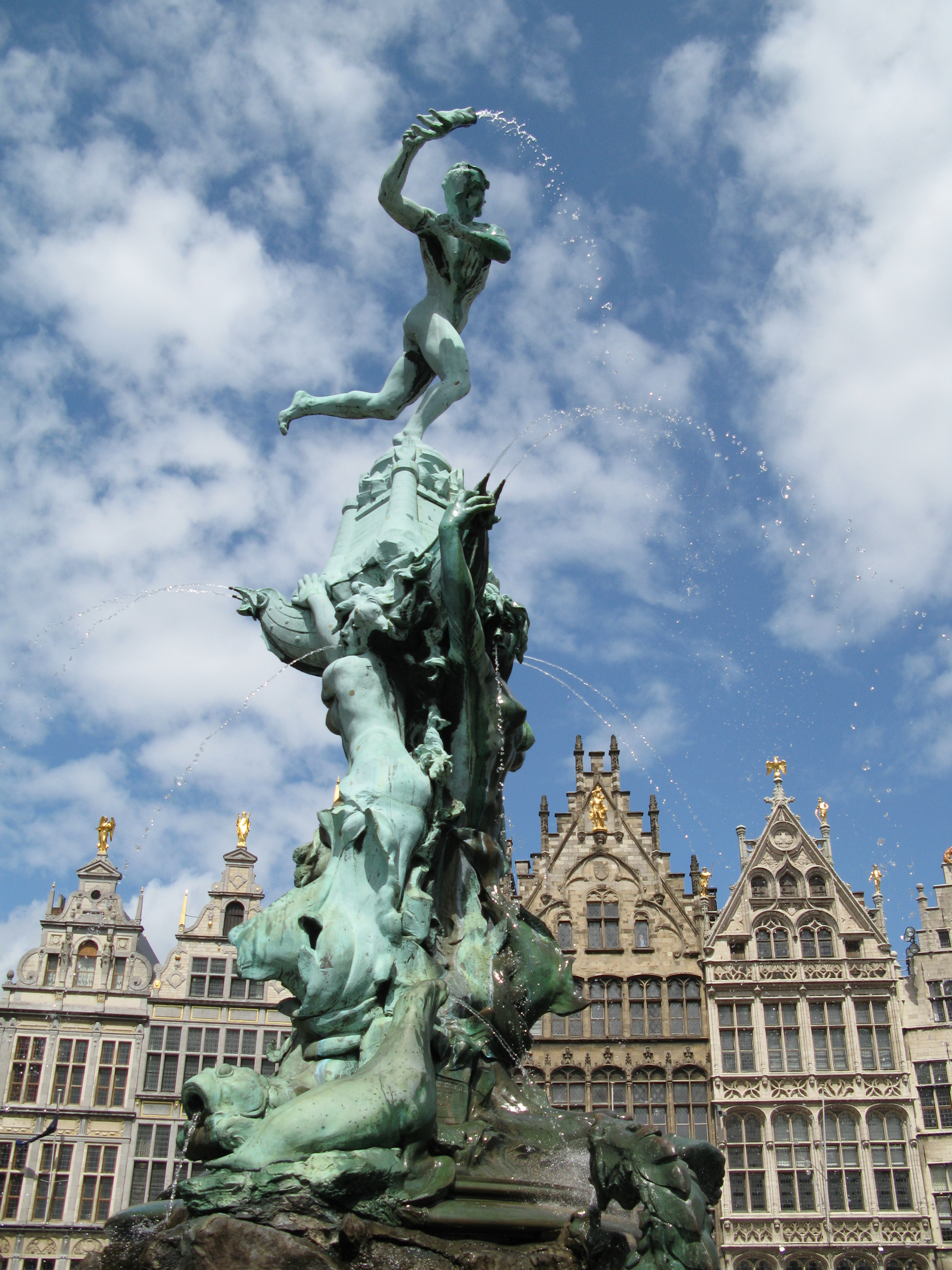
Fontanna Brabo w Antwerpii (1887), autor rzeźby to Jef Lambeaux.

Druon Antigoon – mityczny gigant mieszkający w zamku Het Steen w Antwerpii. Według legendy wymuszał on haracz od każdego kto chciał przekroczyć rzekę Skaldę. Ci którzy odmówili zapłaty byli pozbawiani jednej z dłoni. Druon Antigoon został zabity przez rzymskiego żołnierza Silviusa Brabo, który odciął dłoń olbrzyma i wrzucił ją do Skaldy. Według miejscowego folkloru od tego zdarzenia pochodzi nazwa Antwerpii (od niderlandzkiego hand werpen)